# IPhoto
iPhoto – program komputerowy stworzony przez firmę Apple służący do katalogowania (według nazwy, daty wykonania, częstości oglądania, kategorii, oceny lub ręcznie), przeglądania (kolekcji, albumu lub pojedynczych fotogarfii), obróbki (retuszowania, kadrowania, poprawiania jakości), nagrywania i drukowania grafik komputerowych. 

## Historia
Aplikacja została zaprezentowana podczas Macworld 2002, Steve Jobs zapowiedział, że będzie ona standardowo zainstalowana na nowych komputerach Apple. 7 marca 2012 została zaprezentowana wersja na system iOS i będzie ona domyślnie zainstalowana na iPadzie trzeciej generacji. 27 czerwca 2014 firma Apple ogłosiła zakończenie prac nad iPhoto oraz zapowiedziała nową aplikację do zarządzania zdjęciami o nazwie Zdjęcia. Pierwsza wersja testowa Zdjęć została dołączona do OS X Yosemite 10.10.3 beta. 8 kwietnia 2015 została wydana wersja 10.10.3 systemu OS X Yosemite, a iPhoto i Aperture zostały usunięte z Mac App Store.

## Funkcje
Poza prostotą użycia, do atutów programów zaliczyć można automatyczne tworzenie "cyfrowych": albumów ze zdjęciami, kart okolicznościowych i kalendarzy, które następnie można wydrukować (lub zapisać do pliku w formacie PDF). Można również wygenerować galerię zdjęć w postaci strony www i umieścić ją w Internecie, tworzyć fotokasty, czy też zamówić przez Internet odbitki zaznaczonych zdjęć.